# Porta Markt

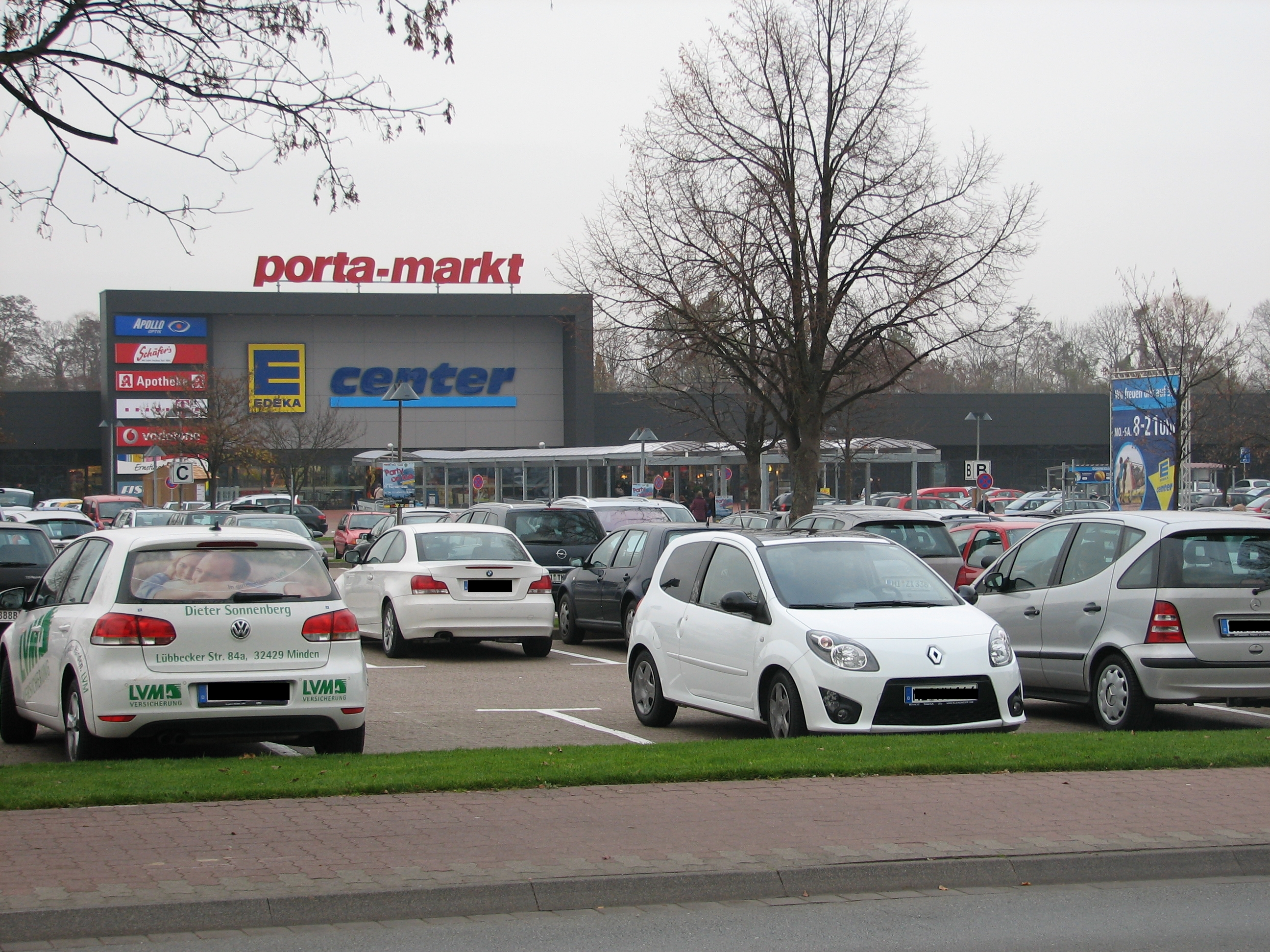
Porta Markt

De Porta Markt is een winkelcentrum in de wijk Barkhausen van de stad Porta Westfalica in de Duitse deelstaat Noordrijn-Westfalen. Het detailhandelsgebied, dat uit verschillende afzonderlijke gebouwen bestaat, ligt ten noorden van het Wiehengebirge op de grens met Minden aan Bundesstrasse 61, die vroeger door de wijk liep, maar nu door de Weserauentunnel loopt. De steden Bad Oeynhausen met het winkelcentrum Werre-Park (ook aan de B61) en Bückeburg liggen in het verzorgingsgebied.

## Geschiedenis
In 1965 opende meubelwinkel Porta Möbel zijn nieuwe hoofdkantoor in het industriegebied ten westen van de B 61. Hier werd 48,8 hectare land aangewezen op "de groene weide" voor commerciële ontwikkeling. Porta Möbel is nu een van de grootste meubelmarkten met een totale verkoopoppervlakte van 25.000 m². In de directe omgeving vestigden zich steeds meer winkels en vanaf 1993 kwamen er grote, goed verkopende winkels bij. Direct tegenover Porta Möbel ontstond een aansluitende verkoopruimte met MediaMarkt (3.400 m² verkoopoppervlak), de speelgoedmarkt Smyths Toys en een Edeka-centrum. Andere winkels zijn onder meer een tuincentrum en een bouwmarkt. Hierdoor ontstond qua oppervlakte het grootste winkelcentrum van Oost-Westfalen.
In 2006 werd de nieuwe districtskliniek Minden-Lübbecke gebouwd ten westen van het winkelcentrum, in de wijk Häverstädt in Minden. Dit nieuwe gebouw werd in 2008 geopend. In deze context vonden grote veranderingen in de vervoersverbindingen plaats nadat de B61 naar de Weserauentunnel was verplaatst. Naast het autoverkeer hadden ze ook gevolgen voor de verbindingen via het openbaar vervoer.

## Bereikbaarheid
Winkelcentrum Porta Markt is met de auto te bereiken via Bundesstrasse 65. De vierbaans rijksweg, die vanuit het noordoosten over de Weser komt, eindigt op de kruising ten westen van de Porta-Markt; van hieruit is een vervolg naar Lübbecke gepland. De B61 in noord-zuid richting is verbonden met de B65 ten oosten van het winkelcentrum. Vanwege de goede verbindingen vanuit alle richtingen wordt uitgegaan van een verzorgingsgebied van maximaal 75 km verderop in de geschatte straal. Een groot deel van de klanten komt uit de Nedersaksische districten Nienburg, Diepholz, Schaumburg en Hameln-Pyrmont en uit de direct verbonden Noordrijn-Westfaalse districten Minden-Lübbecke en Herford.
Er zijn busverbindingen naar Minden, Bad Oeynhausen, Hausberge en Eisbergen.

## Concurrentie
Door de optimale centraliteit van het op de groene weide gebouwde winkelcentrum hebben de winkels in het Hausberge-centrum van Porta Westfalica en vooral in het stadscentrum van Minden te maken gehad met zeer sterke concurrentie. Veel klanten daar worden al als verloren beschouwd of dreigen te vertrekken. Als gevolg van deze situatie spreekt Minden sinds ongeveer het jaar 2000 over een eigen groot winkelcentrum in de binnenstad, dat nog niet is gerealiseerd. In de jaren 1970 tot 1990 konden de warenhuizen Hagemeyer, C&A en Karstadt (of Hertie, gesloten sinds 2009) deze functie vervullen. In de jaren negentig werd Bad Oeynhausen uiteindelijk gedwongen zijn eigen winkelcentrum Werre-Park, dat lange tijd werd tegengehouden, goed te keuren om de koopkracht van zijn klanten in Bad Oeynhausen terug te winnen. In het oosten is het op een na grootste winkelcentrum te vinden in Hannover-Altwarmbüchen, 65 km verderop; in het zuiden zijn er enkele kleinere winkelcentra in Hameln. De dichtstbijzijnde regionale centra zijn Bielefeld en Osnabrück.